# Haploeax triangularis
Haploeax triangularis là một loài bọ cánh cứng trong họ Cerambycidae.